# Vinny Vella
Vincent Franco Vellacerra, conegut professionalment com a Vinny Vella   (Nova York, 11 de gener de 1947 - Nova York, 20 de febrer de 2019) fou un actor còmic estatunidenc, que va treballar en pel·lícules com Casino (1995), Rounders (1998), Ghost Dog: The Way of the Samurai (1999), Kissing Jessica Stein (2001), Analyze That (2002), Coffee and Cigarettes (2003), In the Cut (2003) i Find Me Guilty (2006), i també a la sèrie de televisió The Sopranos (1999-2004). És pare del també actor Vinny Vella Jr.